# Митинг у Хртковцима
Митинг у Хртковцима је био предизборни митинг Српске радикалне странке који је одржан у Хртковцима 6. мајa 1992. Митингу је присуствовао и Војислав Шешељ.

## Читање списка грађана
Хртковци су село које се налази око 15 километара јужно од Руме. По попису из 1991. село је било етнички мешовито: Хрвати су у селу чинили 40,24% од укупног броја становника, Срби 20,49%, Мађари 19,19% и Југословени 16,58%.
На митингу 6. мајa 1992, Шешељ је прочитао имена 17 мештана Хрвата, за које је тврдио да су чланови „Збора народне гарде“ и да су се слагали са прогоном Срба из Хрватске. Њима је наводно запрећено да се иселе, док је, према неким тврдњама, 20 породица хрватске националности наводно избачено из кућа. Неки мештани хрватске националности су се под наводним претњама појединих избеглица, пристиглих углавном из Хрватске са ратом захваћених простора, убрзо иселили. Локална власт на челу с Остојом Сибинчићем затим је променила назив села у Србиславци.

## Пропаганда везана за митинг
Овај митинг Демократски савез Хрвата у Војводини сматра "почетком прогона несрпског становништва из Срема“. Према овом гледишту, напади на Хрвате почели су убиством Мијата Штефанаца, а жупник Никола Краљевић је након константних претњи претучен готово до смрти.

### Суђење
Међународни кривични суд за бившу Југославију оптужио је Војислава Шешеља за наводно протеривање. У својој оптужници, тужилаштво је дало списак од 722 људи који су, наводно, напустили Хртковце. Војислав Шешељ ослобођен је свих оптужби.

### Остала насеља
Тврди се да су, осим Хртковаца, неки Хрвати због сличних разлога напустили још један број насеља у Србији, посебно у Срему. Процењује се да је највећи број грађана Србије, хрватске националности, отишао из Новог Сланкамена, њих око 1.600, колико и из Земуна, док је из Бешке отишло 850 Хрвата. Хрвати су наводно "насилно протерани" и из Гибарца и Кукујеваца.

## Хртковци данас
У Хртковцима према попису становништва из 2002. године живи 3.428 становника, од чега 69,89% Срба, 9,04% Мађара и 7,46% Хрвата.
Већина исељених Хрвата населила се у Загребу (130 породица), у Кули код Пожеге (72 породице), Слатину (54), Пожегу (21), а Хртковчана има и у Сиску, Ивањој Ријеци и Цабуни (по 11 породица), Јакшићу, Ровињу и Запрешићу (по 10), као и у још 70-ак места.